# Izrael na Zimowych Igrzyskach Olimpijskich 2002
Izrael na Zimowych Igrzyskach Olimpijskich 2002 reprezentowało 5 zawodników.

## Short track
- Olga Danilov (bieg na 500 m – 16. miejsce, bieg na 1000 m – 21. miejsce. bieg na 1500 m – 14. miejsce)

## Pary taneczne
- Galit Chait, Sergei Sakhnovski (6. miejsce)
- Natalia Gudina, Aleksiej Bielecki (19. miejsce)